# Yukihiro Takahashi

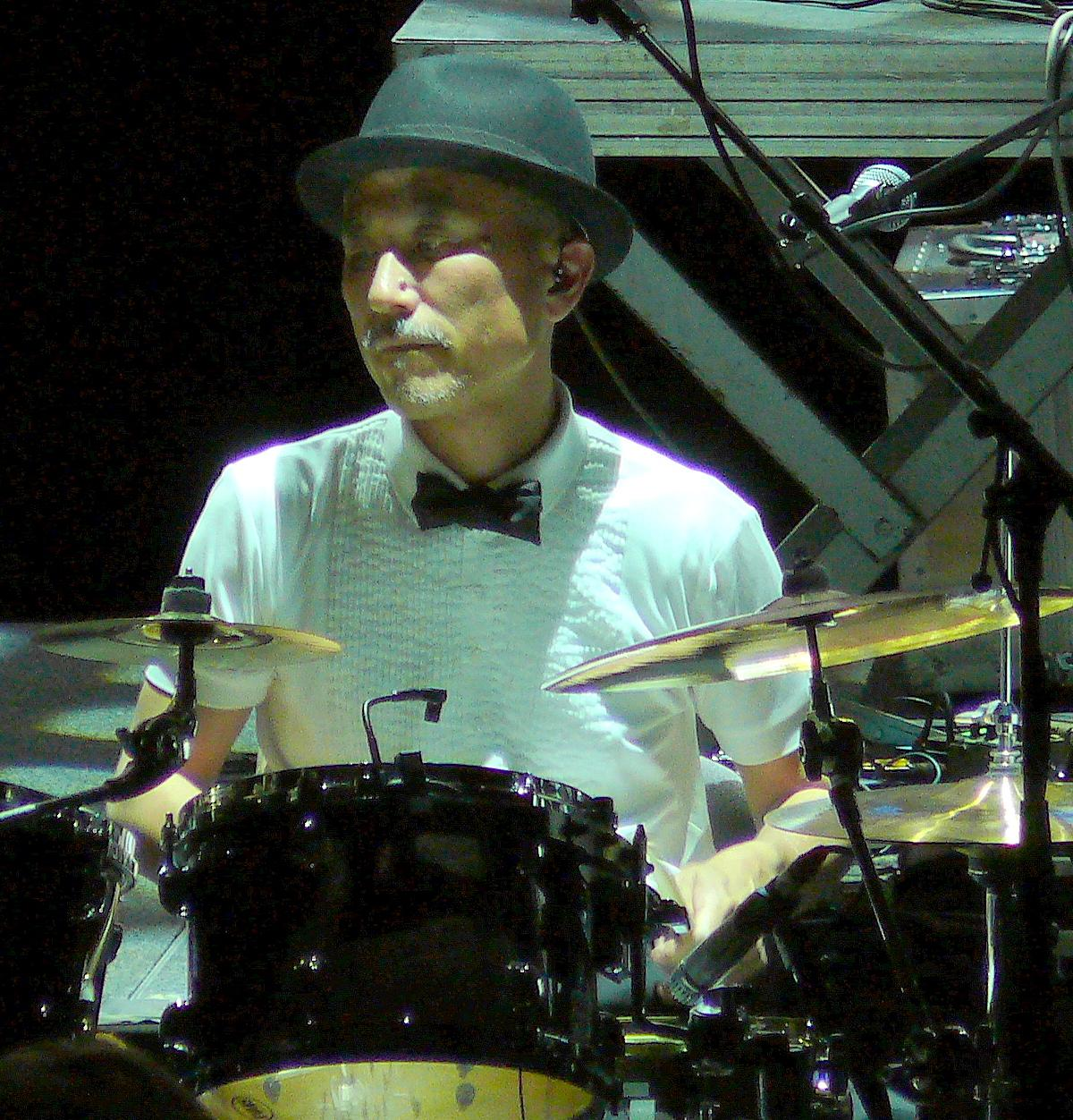
Yukihiro Takahashi, 2008

Yukihiro Takahashi (japanisch 高橋 幸宏, Takahashi Yukihiro, * 6. Juni 1952 in Meguro, Tokyo; † 11. Januar 2023 in Karuizawa) war ein japanischer Musiker, Schlagzeuger, Sänger, Musikproduzent und Schauspieler, der international vor allem als Schlagzeuger und Leadsänger des Yellow Magic Orchestra und als Schlagzeuger der Sadistic Mika Band bekannt wurde. Ab 2014 war er Mitglied der Band Metafive.

## Leben und Karriere
Yukihiro Takahashi wurde in den frühen 1970er Jahren als Schlagzeuger der Sadistic Mika Band bekannt, nachdem die Band unter der Leitung von Kazuhiko Kato im Vereinigten Königreich tourte und Aufnahmen machte. Nachdem sich die Sadistic Mika Band aufgelöst hatte, gründeten einige der Mitglieder (darunter Takahashi) die Band The Sadistics, die mehrere Alben in Japan veröffentlichte. Takahashi nahm 1977 sein erstes Soloalbum Saravah! auf. 1978 schlossen sich Ryuichi Sakamoto und Haruomi Hosono an, um das Yellow Magic Orchestra zu gründen.
Nachdem sich das Yellow Magic Orchestra Mitte der 1980er Jahre aufgelöst hatte, veröffentlichte Takahashi eine große Anzahl von Soloalben, die in erster Linie für den japanischen Markt bestimmt waren. Takahashi hat ausgiebig mit anderen Musikern zusammengearbeitet, darunter Bill Nelson, Iva Davies von Icehouse, Keiichi Suzuki von den Moonriders und Steve Jansen von der britischen Band Japan. Takahashi veröffentlichte die Single Stay Close und die EP Pulse als Duo mit Jansen.
Takahashi half 1989 bei der Komposition des Soundtracks zur Anime-Reihe, Nadia: Secret of the Blue Water, einschließlich des Songs Families Takahashi nahm an der zeitweiligen Wiedervereinigung sowohl der Sadistic Mika Band als auch des The Yellow Magic Orchestra teil. Diese beiden Wiedervereinigungen beinhalteten jeweils Tourneen durch Japan und Musikalben mit neuem Material.
In den frühen 2000er Jahren war Takahashi Mitglied des japanischen Duos Sketch Show mit Haruomi Hosono. Sketch Show hat zwei Alben veröffentlicht, von denen das Album Loophole auch in Großbritannien erschien. Sowohl Takahashi als auch Hosono haben sich später mit Sakamoto als HASYMO wiedervereinigt – eine Kombination aus den Bandnamen Human Audio Sponge und Yellow Magic Orchestra, um den Verlagsstreitigkeiten über den früheren Bandnamen (Yellow Magic Orchestra) aus dem Weg zu gehen. Aus dieser Zusammenarbeit entstand 2007 die Single Rescue. Takahashi war nach wie vor aktiv an der Musik und Produktion beteiligt und veröffentlichte am 17. Juli 2013 das Soloalbum Life Anew sowie einige Jubiläums- und Live-Alben. 2018 veröffentlichte er das Album Saravah, Saravah! als Remaster seines Solo-Debütalbums das neben neu aufgenommenem Gesang auch Auftritte von Sakamoto, Hosono und anderen Musikern enthält.
Takahashi litt seit Anfang des Sommers 2020 unter zeitweiligem Kopfschmerz. Während Takahashi zunächst dachte, dass dies eine zeitweilige Migräne wäre, ließ er sich schließlich einer Kernspintomographie unterziehen. Es zeigte sich, dass die Kopfschmerzen die Folge eines Hirntumors waren. Am 13. August 2020 unterzog sich Takahashi einer Gehirnoperation. Er starb am 11. Januar 2023 im Alter von 70 Jahren an den Folgen einer Lungenentzündung.

## Diskografie
Solo-Alben
- Saravah! (1978)
- Murdered by the Music (1980)
- Neuromantic (1981)
- What, Me Worry? (1982)
- Tomorrow's Just Another Day (1983)
- Time and Place (1984) (Live-Album)
- Wild and Moody (1984)
- Poisson d'Avril (1985)
- The Brand New Day (1985) (Best of)
- Once a Fool (1985)
- Only When I Laugh (1986)
- La Pensee (1987) – mit Yohji Yamamoto
- Ego (1988)
- Broadcast from Heaven (1990)
- A Day in the Next Life (1991)
- The Adventures of Gaku (1991)
- Umi Sora Sango no Iitsutae (1992)
- Life Time Happy Time (1992)
- Heart of Hurt (1992) (Unplugged best of)
- Ahiru no Uta ga Kikoete Kuru yo (1993)
- Mr YT (1994)
- I'm Not in Love (1995) (Best of)
- Fate of Gold (1995)
- Portrait with no Name (1996)
- A Sigh of Ghost (1997)
- Pulse:Pulse (mit Steve Jansen) (1997)
- A Ray of Hope (1998)
- Yukihiro Takahashi Collection – Singles and More 1988–1996 (1998)
- Run After You (1998) (Live-Album)
- The Dearest Fool (1999)
- Fool On Earth (2000) – remixes
- Blue Moon Blue (2006)
- Page by Page (2009)
- Life Anew (2013)
- Saravah, Saravah! (2018)

Singles
- C'est si bon / La Rosa (Seven Seas, Japan 1978)
- Murdered by the Music / Bijin Kiyoshi at the Swimming School (Seven Seas Japan 1980, Statik UK 1982)
- Blue Colour Worker (mit Sandii) (Seven Seas Japan 1980)
- Drip Dry Eyes / Charge (Alfa UK 1981)
- Drip Dry Eyes / New Red Roses (Alfa Spain 1981)
- Disposable Love / Flashback (Alfa UK 1982)
- School of Thought / Stop in the Name of Love (Statik, UK 1982)
- Are You Receiving Me? / And I Love You (Yen Japan 1982)
- Maebure / Another Door (Yen Japan 1983)
- Stranger Things Have Happened / Kill The Thermostat (Pick-Up / Warners Germany 1984)
- Stranger Things Have Happened / Bounds of Reason / Metaphysical Jerks (mit Mick Karn und Bill Nelson) (Cocteau UK 1985)
- Poisson D'Avril / Kimi ni Surprise! (Yen Japan 1985)
- Weekend / ? (Pony Canyon 1986)
- Stay Close 12 inch EP mit Steve Jansen (Pony Canyon Japan, Rime Records UK 1986)
- Look of Love / ? (Toshiba EMI Japan 1988)
- Fait Accompli (Promotion-Single) – mit Steve Jansen (Japan 1989)
- 1 percent no Kankei (Toshiba-EMI 1990)
- Stronger Than Iron (Toshiba-EMI 1991)
- Xmas Day in the Next Life EP mit Weihnachtsliedern (Toshiba-EMI 1991)
- Genki Nara Ureshiine (Toshiba-EMI 1993)
- Seppai No Hohemi (Toshiba-EMI 1994)
- Watermelon (mit Tokyo Ska Paradise Orchestra) (Toshiba-EMI 1995)

## Filmografie
- A Y.M.O. FILM PROPAGANDA (1984)
- Tenkoku ni ichiban chikai shima – Regie, Katsuki Jirô (1984)
- Shigatsu no sakana – Regie, Nemoto Shôhei (1986)
- The Discarnates (1988)
- Otoko wa sore gaman dekinai (2006)
- 20th century boys: Chapter 3-Our flag (2009)
- Norwegian Wood (2010)
- Labyrinth of Cinema (2020)